# Kaum Abu Hadżar
Kaum Abu Hadżar – wieś w Egipcie, w muhafazie Asjut. W 2006 roku liczyła 3959 mieszkańców.